# Joutjärvi (sjö, lat 60,84, long 24,59)
Joutjärvi är en sjö i Finland. Den ligger i kommunen Janakkala i landskapet Egentliga Tavastland, i den södra delen av landet, 80 km norr om huvudstaden Helsingfors. Joutjärvi ligger 88,1 meter över havet. Arean är 1,17 kvadratkilometer och strandlinjen är 6,29 kilometer lång. Sjön  ingår i Kumo älvs huvudavrinningsområde.   I omgivningarna runt Joutjärvi växer i huvudsak blandskog.
I övrigt finns följande i Joutjärvi:
- Joutsaari (en ö)